# 松本勇祐
松本 勇祐（まつもと ゆうすけ）は、日本の漫画家。早稲田大学卒業。

## 作品リスト

### 連載
- 幼軍隊[2]（月刊アフタヌーン2011年8月号 - 2012年12月号）
- フミちゃんの東大受験日誌（月刊まんがタウン2014年6月 - 2015年10月号）
- バナナは原稿料に入りますか？（WEBコミックアクション）
- やみきんっ♥うしじまきゅん[3]（やわらかスピリッツ）
- エスパーおじさん（Comic Walker）[4]
- AK-69の泣きメシ（ゲッサン2020年11月号 ‐ 2022年5月号）
- ロジカル・ミステリー・ツアー[5]（コカネット、子供の科学）
- 気になるあの子はカエル好き（最強ジャンプ2023年10月号[6] - ）[7]

### 書籍
- 猫と幸せに暮らすための教科書　家族が知っておきたい猫のメンタル＆ヘルスケア (コミックエッセイ)[8]